# Tilapia deckerti
Coptodon deckerti là một loài cá thuộc họ Cichlidae. Nó là loài đặc hữu của Cameroon.